# Salaheddine Mezouar
Pour l’article homonyme, voir Brahim Arafat Mezouar.
Salaheddine Mezouar, né le 11 décembre 1953 à Meknès, est un homme politique et homme d'affaires marocain. Il était le Président de la Confédération Générale des Entreprises du Maroc (CGEM), patronat marocain. Avant d'être élu Président de la CGEM, il était Ministre des affaires étrangères et de la Coopération depuis le 10 octobre 2013. Il a également été le président du parti Rassemblement national des indépendants et député à la Chambre des représentants.

## Famille et vie privée
Salaheddine Mezouar est né à Meknès en 1953. Il est issu d'une fratrie de onze frères et sœurs où la religion est très présente. Il accomplit sa scolarité à Tanger jusqu'à l'obtention de son Baccalauréat en lettres modernes en 1974.
Salaheddine Mezouar est un adhérant et grand fan du Raja Club Athletic et il a joué au sein de l'équipe nationale de basket-ball pendant deux saisons et de nombreuses années pour le Raja Club Athletic l'équipe tangéroise de l'Ittihad de Tanger,.

## Formation
Salaheddine Mezouar est titulaire d'un DEA et d'un master en sciences économiques de l'Université des sciences sociales de Grenoble, d'un diplôme du cycle supérieur de gestion de l'Institut supérieur de commerce et d'administration des entreprises (ISCAE) de Casablanca ainsi que d'un diplôme supérieur pour dirigeants de l'INSEAD à Fontainebleau (France).

## Carrières professionnelle et politique
Il occupe, au début des années 1980, les postes de responsable administratif et de financier au sein des Régies d'Eau et d'Électricité de Rabat et de Tanger, puis de directeur administratif et financier d'une société franco-tunisienne des travaux d'électricité, plomberie, froid et maintenance, basée à Tunis.
Il a également été chargé de mission à l'Office d'exploitation des ports (ODEP) de 1986 à 1991, avant d'intégrer un groupe espagnol spécialisé dans la fabrication du tissu où il assure les fonctions de directeur général de la filiale de Settat et de directeur commercial du groupe pour le Maroc, l'Afrique et le Moyen-Orient. En 2002, il est élu président de l'Association marocaine des industries du textile et de l'Habillement (AMITH). Ce dernier a également été président de la Fédération textile et cuir au sein de la Confédération générale de entreprises du Maroc (CGEM).
Le 8 juin 2004, il est nommé ministre de l'Industrie, du Commerce et de la mise à niveau de l'Économie dans le gouvernement Jettou II. Le 15 octobre 2007, il est nommé ministre de l'Économie et des Finances dans le gouvernement Abbas El Fassi.
Le 23 janvier 2010 à Marrakech, il est élu président du Rassemblement national des indépendants (RNI), après avoir écarté Mustapha Mansouri grâce à son courant « réformateur »,.
Le 5 octobre 2011, Salaheddine Mezouar forme l'Alliance pour la démocratie avec sept autres partis politiques afin de contrer le parti de la justice et du développement (parti islamiste) et les partis de la Koutla dans les élections législatives du 25 novembre 2011, une coalition qui connaitra un grand échec, et poussera son parti à l'opposition lors de la formation du gouvernement Benkiran I en novembre 2011.
Le 9 juillet 2013, le parti de l'Istiqlal sort de la coalition gouvernementale, poussant ainsi le chef de gouvernement, Abdel-Ilah Benkiran, à former une nouvelle coalition intégrant le parti de Salaheddine Mezouar.
Le 10 octobre 2013, il est nommé ministre des affaires étrangères et de la coopération, à la place de Saâdeddine El Othmani, dans le cadre de la formation du deuxième gouvernement Benkirane,.
Le 23 mai 2018, il est nommé Président de la CGEM avant de démissionner le 13 octobre 2019.